# Burg Kommern
Die Burg Kommern ist eine Höhenburg auf 263 m ü. NHN im Ortsteil Kommern der Stadt Mechernich im Kreis Euskirchen in Nordrhein-Westfalen.
Die Burg war bis 1794 Sitz des Arenbergischen Amtmanns der Reichsherrschaft Kommern. Die Arenberger Adeligen hatten ihren Stammsitz in Aremberg und waren im 12. und 13. Jahrhundert Angehörige des Hochadels und Burggrafen zu Köln. Im 17. Jahrhundert stiegen die Arenberger zu Herzögen auf. Zu ihrem Besitz gehörten die Orte Roggendorf, Gehn, Strempt, Katzvey und Weingarten. Ihren Reichtum verdankten die Arenberger dem Bergbau in der Region.
Um 1350 wurde die Burg Kommern erbaut. Aus dieser Zeit stammt wohl der Wohnturm. Die Burg wurde nie als Adelssitz genutzt, sondern war lediglich ein Verwaltungsgebäude. Der verschachtelte Gebäudekomplex der Anlage versteckt sich hinter einer aufwendigen symmetrisch laufenden Hoffassade. Dazu gehört ein prachtvoller Landschaftspark mit seltenen Bäumen.
Bemerkenswert ist die farbige Tapete von Josef Dufour im Saal, die 1804 in Macon gedruckt wurde. Sie zeigt die abenteuerlichen Reisen des Captain Cook. Von dieser Art existieren noch neun Exemplare weltweit, sechs in Herrenhäusern amerikanischer Südstaaten.
Die Burg Kommern wurde am 5. Dezember 1989 in die Denkmalliste der Stadt Mechernich aufgenommen. Am 9. Juli 2019 beschloss die Stadt Mechernich darüber hinaus, die Burg und den umgebenden Landschaftspark im Flächennutzungsplan als „private Grünfläche – historische Park- und Burganlage Kommern“ auszuweisen.
Noch 2017 befand sich Burg Kommern im Besitz der Familie Seul.